# Jon Jost Interview
|  | Denne artikel er oprettet af botten Steenthbot ud fra en ekstern database. Den kan derfor have sproglige fejl eller mangler. Denne skabelon kan fjernes efter kontrol af indholdet. |

Jon Jost Interview er en dansk dokumentarfilm fra 1994.

## Handling
Uredigeret optagelse med filminstruktør Jon Jost.
Jon Jost var i København i forbindelse med en filmserie, der blev vist på Copenhagen Film Festival (ikke den, som senere blev fusioneret med Natfilm Festivalen) i første halvdel af 90'erne. Serien blev vist i Husets Biograf. Det angivet årstal (1994) er usikkert.